# Jaroslava Obermaierová
Jaroslava Obermaierová (* 10. dubna 1946 Praha) je česká televizní a filmová herečka, jež si zahrála v desítkách českých filmů a v mnoha známých televizních seriálech.

## Životopis
Jaroslava Obermaierová pochází z Prahy. Od raného dětství se věnovala baletu. Na jevišti se objevila již v 10 letech, a to na scéně Národního divadla, kde několik let tančila dětské role v operách a baletech.
Po absolvování DAMU nastoupila do divadla v Kladně. Po dvou letech odešla do pražského Divadla E. F. Buriana, které bylo roku 1991 zrušeno.
V seriálu 30 případů majora Zemana ztvárnila Obermaierová Blanku, druhou manželku majora Zemana (Vladimír Brabec). V seriálu Ulice hraje od roku 2005 Vilmu Nyklovou.
Jaroslava Obermaierová je rozvedená a má s bývalým manželem Richardem Čechem jednoho syna Jaroslava.
Před prezidentskými volbami v lednu 2023 podpořila kandidáta KSČM Josefa Skálu. Ten nakonec kvůli nedostatku podpisů kandidovat nemohl.
V letech 1979 až 1984 byla aktivní agentkou StB s krycím jménem Antigona.

## Filmografie

### Film
- 1965 Souhvězdí Panny – role: Jana
- 1965 7 zabitých – role: zdravotní sestra Eva
- 1968 Rakev ve snu viděti… – role: zpěvačka Zuzana Korejsová
- 1969 Kladivo na čarodějnice – role: Líza Sattlerová
- 1977 Což takhle dát si špenát – role: Vilma (snoubenka Vladimíra Menšíka)
- 1979 Smrt stopařek – role: Petra Jarošová

### Televize
- 1967 Lucerna (TV film) – role: Hanička, mlynářova schovanka a milá
- 1970 Vražedný týden (TV filmová komedie s detektivní zápletkou) – role: mladá žena (volavka)
- 1970 Úsměvy světa (TV cyklus) – role: Glafira, mladá služka (2. díl: A. P. Čechov – 3. povídka: Koňské příjmení)
- 1971 Babička (TV film) – role: Kristla
- 1971 Klícka (TV filmová komedie) – role: dcera Alena Jedličková
- 1971 Maryša (TV inscenace dramatu) – hlavní role: Maryša
- 1974 Byl jednou jeden dům (TV seriál) – role: Růžena Soumarová
- 1975–1979 30 případů majora Zemana (TV seriál) – role: Blanka Zemanová, druhá žena majora Zemana (5. díl: Hon na lišku, 10. díl: Vrah se skrývá v poli (1975), 17. díl: Prokleté dědictví, 19. díl: Třetí housle (1976), 21. díl: Pán ze Salcburku, 23. díl: Šťastný a veselý, 25. díl: Štvanice (1978), 30. díl: Růže pro Zemana (1979)
- 1978 Stříbrná pila (TV seriál) – role: Helena Dubiňáková
- 1979 Sedm kilo pro Králička (TV komedie) – role: paní Majka Koudelková
- 1980 Hlas krve (TV komedie) – role: maminka Blanka Nováková
- od 2005 Ulice (TV seriál) – role: Vilma Nyklová
- 2006 Náves (TV seriál) – role: Mráčková
- 2009 Karambol (TV film z cyklu Oběti) – role: úřednice Úřadu práce